# Leif Torbjørn Næsvold
Leif Torbjørn Næsvold (ur. 5 marca 1998) – norweski kombinator norweski, zawodnik klubu Røyken Hopp.

## Kariera
Po raz pierwszy na arenie międzynarodowej pojawił się w styczniu 2015 roku, startując na olimpijskim festiwalu młodzieży Europy w Tschagguns. Zajął tam jedenaste miejsce w sprincie i dwudzieste trzecie w zawodach metodą Gundersena. W lutym 2016 roku wystąpił na mistrzostwach świata juniorów, gdzie zajął 10. i 26. miejsce indywidualnie oraz piąte miejsce w zawodach drużynowych. Na rozgrywanych rok później mistrzostwach świata juniorów w Park City zajął dwudziestą dziewiątą pozycję w zawodach indywidualnych.
W Pucharze Świata zadebiutował 30 listopada 2018 roku w Lillehammer, zajmując 21. miejsce w Gundersenie. Tym samym już w swoim debiucie wywalczył pierwsze pucharowe punkty.

## Osiągnięcia

### Mistrzostwa świata juniorów
| Miejsce | Dzień     | Rok  | Miejscowość | Konkurencja           | Wynik zwycięzcy | Strata  | Zwycięzca             |
| ------- | --------- | ---- | ----------- | --------------------- | --------------- | ------- | --------------------- |
| 10.     | 23 lutego | 2016 | Râșnov      | Gundersen HS100/10 km | 28:02,1         | +3:47,5 | Bernhard Flaschberger |
| 26.     | 25 lutego | 2016 | Râșnov      | Gundersen HS100/5 km  | 11:01,5         | +2:28,0 | Tomáš Portyk          |
| 5.      | 26 lutego | 2016 | Râșnov      | Sztafeta HS100/4x5 km | 57:31,8         | +3:58,6 | Austria               |
| 29.     | 4 lutego  | 2017 | Park City   | Gundersen HS100/5 km  | 12:14,9         | +2:28,4 | Vinzenz Geiger        |

### Zimowy olimpijski festiwal młodzieży Europy
| Miejsce | Dzień       | Rok  | Miejscowość         | Konkurencja           | Wynik zwycięzcy | Strata  | Zwycięzca         |
| ------- | ----------- | ---- | ------------------- | --------------------- | --------------- | ------- | ----------------- |
| 23.     | 26 stycznia | 2015 | Tschagguns/Gaschurn | Gundersen HS108/10 km | 27:17,4         | +2:23,9 | Willi Hengelhaupt |
| 11.     | 30 stycznia | 2015 | Tschagguns/Gaschurn | Gundersen HS108/5 km  | 13:40,9         | +1:23,8 | Willi Hengelhaupt |

### Puchar Świata

#### Miejsca w klasyfikacji generalnej
- sezon 2018/2019: 45.
- sezon 2019/2020: 52.
- sezon 2020/2021: 43.

#### Miejsca na podium
Jak dotąd zawodnik nie stawał na podium indywidualnych zawodów Pucharu Świata.

### Puchar Kontynentalny

#### Miejsca w klasyfikacji generalnej
- sezon 2016/2017: niesklasyfikowany
- sezon 2017/2018: 40.
- sezon 2018/2019: 2.
- sezon 2019/2020: 23.
- sezon 2020/2021: 13.

#### Miejsca na podium chronologicznie
| Nr | Data             | Miejscowość | Konkurencja              | Wynik zwycięzcy | Pozycja | Strata      | Zwycięzca          |
| -- | ---------------- | ----------- | ------------------------ | --------------- | ------- | ----------- | ------------------ |
| 1. | 4 stycznia 2019  | Klingenthal | Gundersen HS140/10 km    | 27:34,4 min     | 2.      | +22,8 s     | Jens Lurås Oftebro |
| 2. | 5 stycznia 2019  | Klingenthal | Gundersen HS140/10 km    | 27:05,2 min     | 3.      | +1:35,3 min | Jens Lurås Oftebro |
| 3. | 11 stycznia 2019 | Ruka        | Gundersen HS142/10 km    | 28:38,0 min     | 1.      | -           | -                  |
| 4. | 12 stycznia 2019 | Ruka        | Start masowy HS142/10 km | 93,3 pkt        | 1.      | -           | -                  |
| 5. | 26 stycznia 2019 | Planica     | Gundersen HS139/10 km    | 24:14,4 min     | 1.      | -           | -                  |
| 6. | 8 marca 2019     | Niżny Tagił | Gundersen HS100/5 km     | 11:48,9 min     | 3.      | +5,8 s      | Luis Lehnert       |
| 7. | 13 grudnia 2019  | Park City   | Gundersen HS100/10 km    | 29:22,2 min     | 3.      | +1:03,0 min | Jakob Lange        |
| 8. | 15 grudnia 2019  | Park City   | Gundersen HS100/10 km    | 25:51,6 min     | 3.      | +40,6 s     | Jakob Lange        |
| 9. | 24 stycznia 2021 | Eisenerz    | Gundersen HS109/10 km    | 25:47,4 min     | 1.      | -           | -                  |

### Letnie Grand Prix

#### Miejsca w klasyfikacji generalnej
- 2019: (39.)[2]

#### Miejsca na podium w zawodach
Jak dotąd zawodnik nie stawał na podium indywidualnych zawodów LGP.